# 나카송골라구

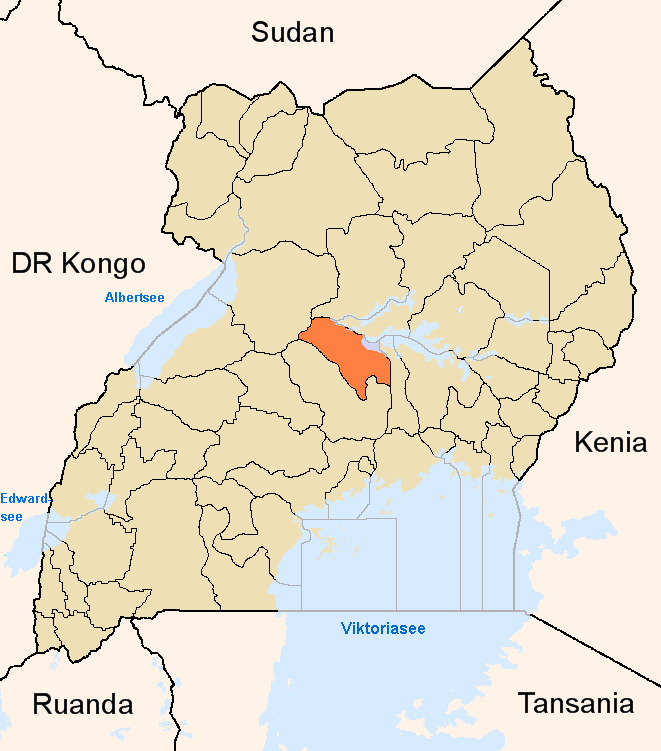
나카송골라 구의 위치

나카송골라구(Nakasongola)는 우간다 중부에 위치한 구로, 행정 중심지는 나카송골라이며 면적은 3,424km2, 인구는 127,064명(2002년 인구 조사 기준)이다.
행정 구역상으로는 중부 주에 속하며 1개 군(부룰리 군)을 관할한다. 남서쪽으로는 나카세케 구, 동쪽으로는 카융가 구, 북서쪽으로는 마신디 구, 북쪽으로는 아파크 구, 아몰라타르 구와 접한다.

## 같이 보기
- 우간다의 행정 구역